# Stråkinstrument

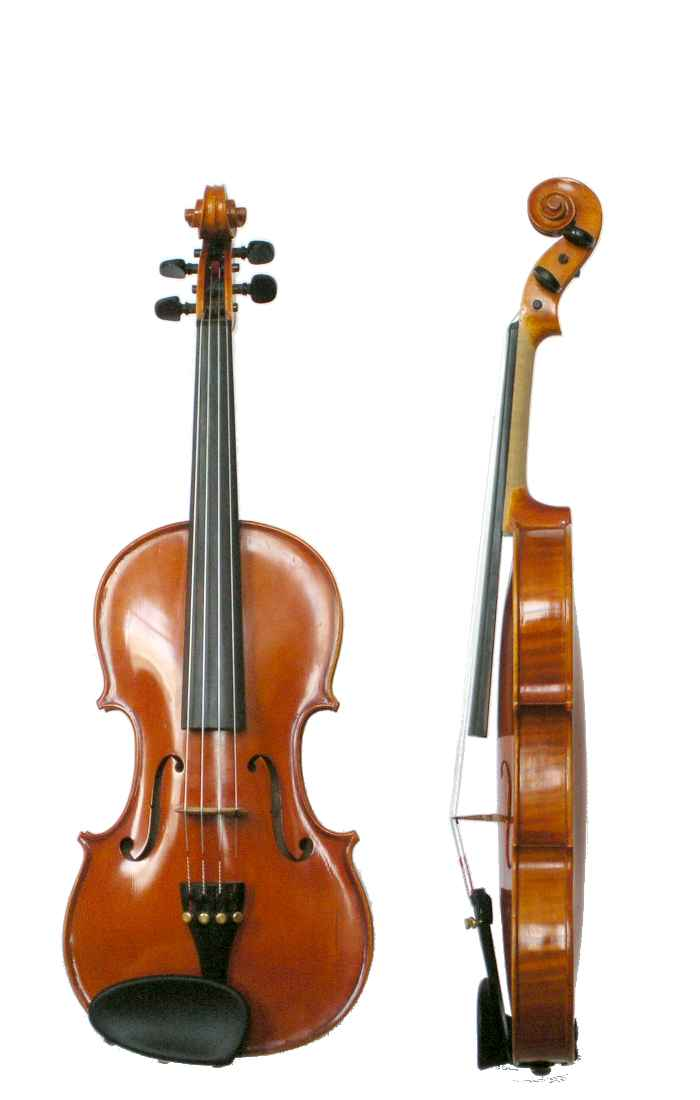
Violinen är det högst stämda av de klassiska stråkinstrumenten🎻.

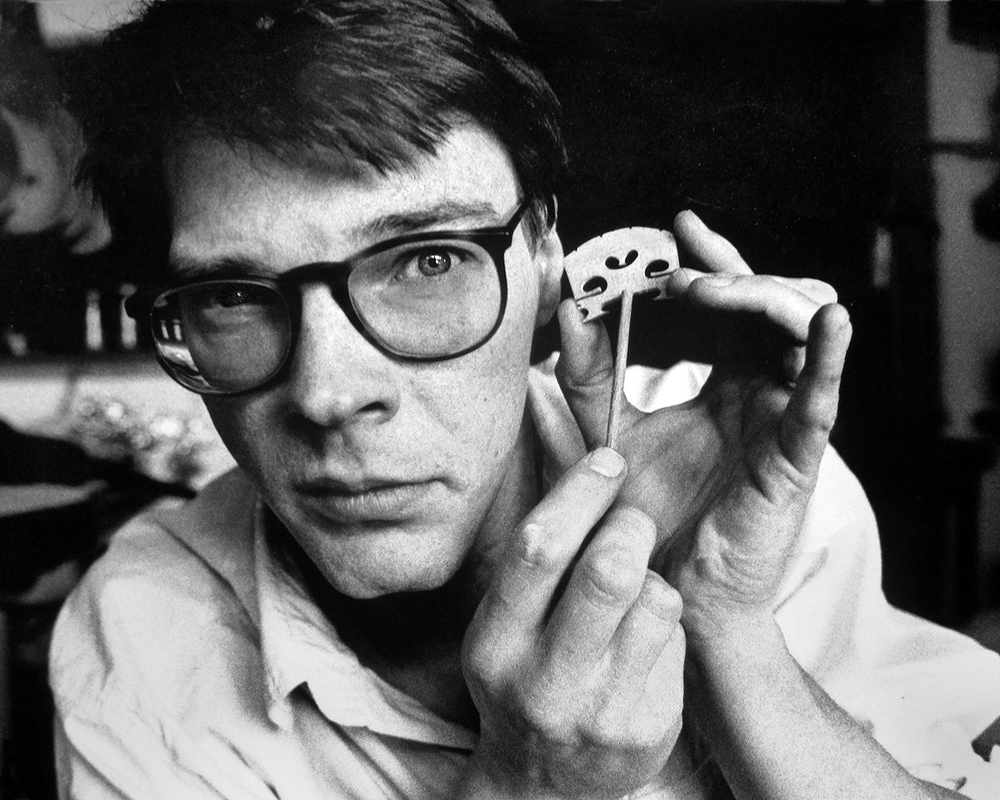
En instrumentmakare stämmer stallet till en fiol. Det är viktigt att alla delar i ett akustiskt musikinstrument har samma resonans (frekvens). Med en liten "stämpinne" knäpper han på stallet och med sitt gehör kan han avgöra om stallet har den rätta resonansen.

Stråkinstrument är de stränginstrument som kan spelas med stråke. Medlemmarna i gruppen domineras sedan flera sekler tillbaka av fiol, altfiol, cello och kontrabas. I familjen ingår även medeltida fioler såsom rebec och fiddla men också många utomeuropeiska instrument som exempelvis den kinesiska erhu.
Hos stråkinstrumenten alstras tonen i första hand genom att en stråke dras över strängen och ljudet förstärks sedan i resonanslådan. De kan också spelas pizzicato, genom att knäppa strängarna med fingrarna.

## Lista över stråkinstrument
- Fiol/Violin
- Altfiol/Altviolin/Viola
- Cello
- Kontrabas
- Nyckelharpa
- Gusle
- Erhu